# 京都府道45号舞鶴宮津線
京都府道45号舞鶴宮津線（きょうとふどう45ごう まいづるみやづせん）は、京都府舞鶴市から宮津市に至る府道（主要地方道）である。

## 概要
京都府舞鶴市大川を起点に宮津市波路に至る。
京都府道603号との交点までは国道178号の抜け道となっており、178号線が由良川沿いを北上し海岸沿いを走るのに対し、この道は内陸部を走っている。
途中で1 - 1.5車線の道路幅しかない区間があり、車によるすれ違いが不可能な箇所もあることから、該当区間の前後にはカーナビゲーションなどの指示には従わずに国道178号に迂回して欲しい旨の道路標識も存在する。

### 路線データ
- 起点：舞鶴市大川（国道175号交点）
- 終点：宮津市波路（国道178号交点）

## 歴史
- 1993年（平成5年）5月11日 - 建設省から、府道舞鶴宮津線が舞鶴宮津線として主要地方道に指定される[2]。
- 2024年（令和6年）3月3日 - 宮津市皆原 - 惣のバイパス (740 m) が開通する[3]。

## 地理

### 通過する自治体
- 舞鶴市
- 宮津市

### 交差する道路
- 国道175号（舞鶴市大川、起点）
- 京都府道567号地頭四所停車場線（舞鶴市下漆原）
- 京都府道603号新宮中村線（宮津市新宮）
- 国道178号（宮津市波路、終点）

### 沿線にある施設など
- 加佐地域福祉センター
- JAライスセンター
- 板戸峠
- 長谷川牧場
- グンゼ 宮津工場